# Hyphesma nitidiceps
Hyphesma nitidiceps är en biart som först beskrevs av Cockerell 1912.  Hyphesma nitidiceps ingår i släktet Hyphesma och familjen korttungebin. Inga underarter finns listade i Catalogue of Life.

## Bildgalleri

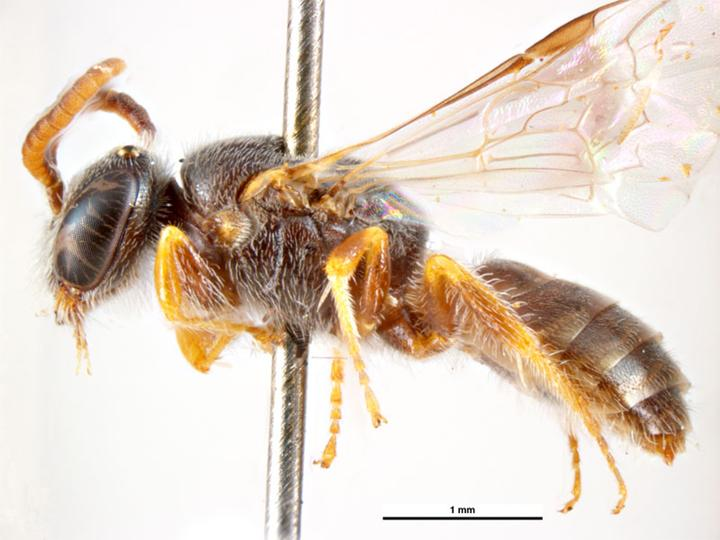
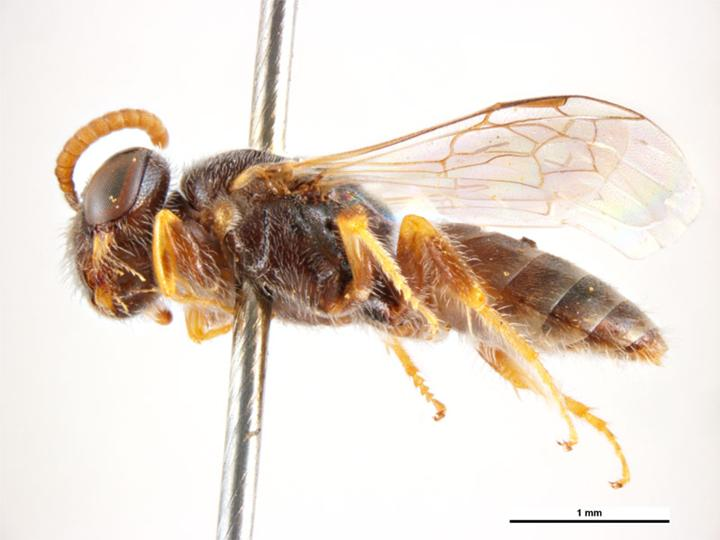